# Cantata Mundo Nuevo
Cantata Mundo Nuevo es la primera de las tres cantatas de Los Calchakis. Fue grabada en 1977 a través del sello francés ARION. A la interpretación se incorporan los integrantes Aldo Ariel y Raúl Maldonado, y colabora la Agrupación Vocal Latina.

## Lista de canciones
Antes de iniciar la cantata propiamente tal, Los Calchakis incluyen estos temas:
| N.º | Título                                      | Música                          | Duración |  |
| 1.  | «Blanca palomita (Canten Señores Cantores)» | Folklore - A. Ariel             |          |  |
| 2.  | «Coplas de Marzo»                           | René Viscarra y Octavio Cordero |          |  |
| 3.  | «Réquiem por un afilador»                   | A. Mª Miranda                   |          |  |
| 4.  | «Aires de mi tierra»                        | Carlos Armando Hidrovo          |          |  |
| 5.  | «Tiempo de paz»                             | H. Miranda y A. Ariel           |          |  |
| 6.  | «Tonada tarijeña»                           | Nilo Soruco arr. A. Ariel       |          |  |
| 7.  | «La cigarra»                                | Osvaldo Montes                  |          |  |

Posteriormente, presentan la cantata:

Todas las canciones escritas y compuestas por H. Miranda y R. Maldonado. 
| N.º | Título                    | Música | Duración |  |
| 8.  | «Introducción»            |        |          |  |
| 9.  | «Danzante de la piedad»   |        |          |  |
| 10. | «Taquirari de la gloria»  |        |          |  |
| 11. | «Interludio y recitativo» |        |          |  |
| 12. | «Cueca del Mundo Nuevo»   |        |          |  |
| 13. | «Interludio»              |        |          |  |
| 14. | «Chaya de la igualdad»    |        |          |  |
| 15. | «Rasguido de la paz»      |        |          |  |

## Integrantes
- Héctor Miranda
- Aldo Ariel
- Alberto Rodríguez
- José Marti
- Osvaldo Montes

Con la colaboración de Ana María Miranda (Anne Marie García).